# Iňa
Iňa es un municipio del distrito de Levice en la región de Nitra, Eslovaquia, con una población estimada a final del año 2024 de 225 habitantes.
Se encuentra ubicado al este de la región, cerca de los ríos Ipoly y Hron (ambos, afluentes izquierdos del Danubio) y de la frontera con la región de Banská Bystrica.

## Demografía
| Año        | 1994 | 2004     | 2014    | 2024     |
| ---------- | ---- | -------- | ------- | -------- |
| Población  | 235  | 208      | 204     | 225      |
| Diferencia |      | −11,48 % | −1,92 % | +10,29 % |

| Año        | 2023 | 2024    |
| ---------- | ---- | ------- |
| Población  | 221  | 225     |
| Diferencia |      | +1,80 % |